# 트루월드푸드
트루월드푸드는 미국의 외식 산업 회사이다. 통일교가 소유하고 있다.

## 역사
통일교는 1980년 문선명이 '참치의 길'이라는 연설을 한 이후부터 수산업에 개입하기 시작했다. 이 연설에서 문선명은 "배를 만드는 것부터 시작해 수산물을 잡고 공정을 거친 뒤 유통망을 구축할 것"이라고 밝혔다. 1980년 일본인과 미국인으로 구성된 통일교 신도 5명이 미국 시카고에서 '레인보피시하우스(Rainbow Fish House)'라는 기업을 창립했다. 이들 중 한명이었던 다케시 야시로는 이후 문선명이 홀로 기업을 창립했다고 주장했다. 레인보피시하우스를 인수한 트루월드푸드는 1976년 박보희가 법인 설립하였다.
2006년 기준 트루월드푸드는 미국 내 초밥 산업의 주요 기업으로 자리잡았고, 수백명을 고용하며 연매출 2억 5천만 달러를 냈다.
코로나19 범유행이 시작된 이후 식당 매출액이 줄어들자 집으로 배달해주는 초밥 밀키트를 출시하였다.

## 운영

### 알래스카주
트루월드푸드는 알래스카주 코디액에 위치한 가공 공장의 하역 선박에서 허용 어획량을 넘는 북대서양대구을 잡은 것을 인정하였고, 미 대법원에서 벌금 15만 달러를 선고받았다.

### 미시건주
트루월드푸드는 디트로이트 교외에서 가공 공장을 운영했었으나 미국 식품의약국과의 지속적인 분쟁으로 인해 폐쇄하였다.

### 매사추세츠주
트루월드푸드는 글로스터 (매사추세츠주)에서 어느 정도 규모의 운영을 한다.

### 워싱턴주
트루월드푸드 소유 유통센터가 워싱턴주 밴쿠버에 자리잡고 있다.

### 뉴저지주
2013년 기준 트루월드푸드의 본사는 뉴저지주에 위치하여 있다.

## 자회사
- 인터내셔널 로브스터(International Lobster)[2]

## 같이 보기
- 이토추 상사